# Zdravko Lazarov
Zdravko Lazarov (Septemvri, 20 de fevereiro de 1976) é um ex-futebolista profissional búlgaro que atuava como meia.

## Carreira
Zdravko Lazarov integrou a Seleção Búlgara de Futebol na Eurocopa de 2004.